# تاريخ العلاج النفسي
على الرغم من أن علم النفس الحديث يرجع تاريخه إلى عام 1879 بافتتاح أول عيادة نفسية على يد فيلهلم وونت، فإن محاولات إنشاء أساليب لتقييم الاضطرابات العقلية وعلاجها وُجدت قبل ذلك بوقت طويل. كانت المناهج المبكرة المسجلة عبارة عن مزيج من وجهات النظر الدينية والسحرية والطبية. من الأمثلة المبكرة على المفكرين النفسيين بادماسامبهافا وباتانجالي وجلال الدين الرومي وابن سينا وأبو بكر الرازي.
بمعنى آخر، يمكن القول إن العلاج النفسي قد جرت ممارسته عبر العصور، إذ تلقى الأفراد المشورة النفسية والطمأنينة من الآخرين. خلال القرن التاسع، قد تطور العلاج النفسي الهادف نظرياً لأول مرة في الشرق الأوسط من قبل الطبيب الفارسي والمفكر النفسي، الرازي، الذي كان في وقت من الأوقات كبير الأطباء في مستشفيات بغداد. أما في الغرب، كانت الاضطرابات النفسية الخطيرة تُعامل عموماً على أنها حالات شيطانية أو طبية تتطلب العقاب والحبس حتى ظهور مناهج العلاج الأخلاقي في القرن الثامن عشر. أدى هذا إلى التركيز على إمكانية التدخل النفسي والاجتماعي  بما في ذلك التفكير والتشجيع الأخلاقي والأنشطة الجماعية  لإعادة تأهيل (المجانين).
في القرن التاسع عشر، كان يمكن للمرء أن يفحص رأسه، حرفيًا، باستخدام علم فراسة الدماغ ودراسة شكل الجمجمة التي طورها عالم التشريح المحترم فرانز جوزيف غال. تضمنت العلاجات الشائعة الأخرى علم الفراسة، وهو دراسة شكل الوجه ونظرية المغناطيسية الحيوية أو المسمرية، التي طورها فرانز أنتون ميسمر، المصممة لتخفيف الضغط النفسي عن طريق استخدام المغناطيس. بحلول عام 1832، ظهر العلاج النفسي لأول مرة في القصص الخيالية بقصة قصيرة كتبها جون نيل بعنوان (الرجل المسكون).
رفض المجتمع العلمي في النهاية كل هذه الأساليب، وأيضاً لم يهتم علماء النفس الأكاديميين بالحالات الخطيرة من الأمراض العقلية. وحدث بالفعل تناول هذا المجال من خلال تطوير مجالات الطب النفسي وعلم الأعصاب داخل المصحات واستخدام العلاج الأخلاقي. نهاية القرن التاسع عشر، في الوقت الذي كان فيه سيغموند فرويد يطور لأول مرة (علاجه بالكلام) في فيينا، بدأ أول تطبيق سريري علمي لعلم النفس في جامعة بنسلفانيا، لمساعدة الأطفال في التغلب على الصعوبات في التعلم.
بالرغم من تركيز علماء النفس السريريين على التقييم النفسي، فإن ممارسة العلاج النفسي، التي كانت ذات يوم الاختصاص الوحيد للأطباء النفسيين، أصبحت مدمجة في المهنة بعد الحرب العالمية الثانية. بدأ العلاج النفسي بممارسة التحليل النفسي، (العلاج بالكلام) الذي طوره سيغموند فرويد. بعد ذلك، بدأ العلماء النظريون مثل ألفريد أدلر  وكارل يونغ في تقديم مفاهيم جديدة حول الأداء النفسي والتغيير. ساعد هؤلاء والعديد من العلماء الآخرين في تطوير التوجه العام الذي يسمى الآن العلاج الديناميكي النفسي، والذي يتضمن العلاجات المختلفة القائمة على مبدأ فرويد الأساسي لجعل اللاوعي واعياً.
في العشرينيات من القرن الماضي، أصبحت النزعة السلوكية النموذجَ السائد، وظلت كذلك حتى الخمسينيات من القرن الماضي. استخدمت السلوكية تقنيات تعتمد على نظريات الإشراط الاستثنائي والتكييف الكلاسيكي ونظرية التعلم الاجتماعي. المساهمون الرئيسيون في هذا المجال هم جوزيف وولب وهانس آيسنك وبي إف سكينر. نظرًا إلى أن السلوكية رفضت أو تجاهلت النشاط العقلي الداخلي، فإن هذه الفترة تمثل تباطؤاً عاماً في التقدم في مجال العلاج النفسي.

## في الثلاثينيات بدأفيلهلم رايشفي تطوير العلاج النفسي للجسم.
ابتداءً من الخمسينيات من القرن الماضي، تطور اتجاهان رئيسيان بشكل مستقل استجابة للسلوكية هما الإدراكية والعلاج الإنساني الوجودي. تطورت الحركة الإنسانية إلى حد كبير من خلال النظريات الوجودية لكتاب مثل رولو ماي وفيكتور فرانكل والعلاج النفسي الذي يركز على الشخص لكارل روجرز. ركزت هذه التوجهات جميعها بشكل أقل على اللاوعي وبدرجة أكبر على تعزيز التغيير الإيجابي والشامل من خلال تطوير علاقة علاجية داعمة وحقيقية ومتعاطفة. اعترف رولو ماي وكارل روجرز وإيرفين يالوم بتأثير أوتو رانك (1884-1939)، مساعد فرويد، ثم نقده.                                                                             ==
خلال الخمسينيات من القرن الماضي، طور ألبرت إليس الشكل الأول من العلاج السلوكي المعرفي، وهو العلاج السلوكي الانفعالي العقلاني (REBT). وبعد سنوات قليلة طور آرون تي.بيك العلاج المعرفي. تضمن كلاهما علاجاً خاصاً يهدف إلى تغيير معتقدات الشخص، على النقيض من النهج القائم على البصيرة للعلاجات الديناميكية النفسية أو النهج العلائقي الأحدث للعلاجات الإنسانية. جُمع بين الأساليب المعرفية والسلوكية خلال السبعينيات، ما أدى إلى العلاج السلوكي المعرفي (CBT). ونظرًا إلى كونه موجهًا نحو تخفيف الأعراض والتجريبية التعاونية وتعديل المعتقدات الأساسية، فقد اكتسب هذا النهج قبولًا واسع النطاق كعلاج أساسي للعديد من الاضطرابات.                                                                                                                                                                                           في السبعينيات، حدث تطوير واعتماد وجهات نظر رئيسية أخرى في هذا المجال. وربما  أكبر نوعين هما العلاج الجهازي وعلم النفس ما وراء الشخصي. يركز العلاج الجهازي على ديناميكيات الأسرة والجماعة، بينما يركز علم النفس ما وراء الشخصي على الجانب الروحي للتجربة الإنسانية. تشمل التوجهات الهامة الأخرى التي تطورت في العقود الثلاثة الماضية العلاج النسوي، وعلم النفس الجسدي، والعلاج التعبيري، وعلم النفس الإيجابي التطبيقي. تطور علم النفس الإكلينيكي في اليابان نحو منهجية إرشاد اجتماعي أكثر تكاملاً. تطورت الممارسة في الهند من كل من النظم الميتافيزيقية والأيورفيدا التقليدية والمنهجيات الغربية.
منذ عام 1993، أنشأت فرقة العمل التابعة للقسم 12 التابع لجمعية علم النفس الأمريكية وراجعت قائمة من العلاجات النفسية المدعومة تجريبياً لاضطرابات معينة. تستند معايير القسم 12 إلى 7 معايير (أساسية) لجودة البحث، مثل التوزيع العشوائي واستخدام التقييمات النفسية المصدق عليها. بشكل عام، تلقت العلاجات السلوكية المعرفية للاضطرابات النفسية دعمًا أكبر من أساليب العلاج النفسي الأخرى. يستمر الجدل بين العلماء والعلماء السريريين حول تفوق الممارسات القائمة على الأدلة، وقد قدم البعض بيانات ارتباطية تشير إلى أن معظم العلاجات الرئيسية ذات فعالية متساوية وأن المعالج والعميل والتحالف العلاجي يمثلون جزءًا أكبر من تحسين العميل من العلاج النفسي. في حين أن العديد من الحاصلين على الدكتوراه الذين اتخذوا في علم النفس الإكلينيكي نهجاً تجريبياً قوياً للعلاج النفسي أدى إلى زيادة التركيز على التدخلات السلوكية المعرفية، كما أن برامج التدريب الأخرى وعلماء النفس يتبنون الآن توجهاً انتقائياً. تحاول هذه الحركة التكاملية الجمع بين الجوانب الأكثر فاعلية لجميع مدارس التدريب.